# Bones (canción de Imagine Dragons)
«Bones» (en español: «Huesos») es una canción de la banda estadounidense de pop rock Imagine Dragons. Fue lanzada el 11 de marzo de 2022 por medio de KIDinaKORNER e Interscope Records como el sencillo principal de su quinto álbum de estudio, «Mercury – Acts 1 & 2», formando parte del «Act 2» como su tema de apertura. Fue escrita por los intérpretes y los productores suecos Mattman & Robin.

## Antecedentes
El 9 de marzo de 2022, la banda publicó en sus redes sociales, pidiendo a los fanáticos que se dirigieran a su servidor oficial de Discord a las 3:00 PST para recibir una sorpresa. El mánager de la banda y hermano del líder Dan Reynolds, Mac, envió un archivo WAV que contenía los primeros 13 segundos de «Bones». Al día siguiente, la banda anunció en TikTok que la canción se lanzaría el 11 de marzo.

## Composición
«Bones» trata sobre el uso de la fuerza interior y la confianza en uno mismo para superar los momentos difíciles de la vida. El narrador lucha por mantener el control en una situación difícil, pero se da cuenta de que tiene la fuerza para superarla: tiene "magia en [sus] huesos". Habla de la resiliencia del espíritu humano y alienta a los oyentes a seguir adelante incluso cuando se enfrentan a obstáculos aparentemente insuperables.
Dan Reynolds, vocalista de la banda, comentó a la revista Rolling Stone que la canción hace referencia a la vida y la muerte:

«Bones es un reflejo de mi obsesión constante con la finalidad y la fragilidad de la vida. Siempre estoy en busca de alguna evidencia que me convenza de que hay más por venir, que la vida es verdaderamente eterna en algún sentido. Como aún no he encontrado eso, trato de soñar al menos con cómo se sentiría conquistar la muerte en una canción».

## Video musical
El 6 de abril de 2022, la banda lanzó el video musical oficial de la canción, dirigido por Jason Koenig. El video tiene influencias de El lobo de Wall Street y el video musical Thriller de Michael Jackson. El video está protagonizado por el líder Dan Reynolds como un comerciante egoísta de Wall Street, mientras que los otros miembros de la banda actúan como compañeros de trabajo. Sin embargo, todos los trabajadores de repente se convierten en zombis bailarines que persiguen a Reynolds por la oficina. Luego, Reynolds es hipnotizado para unirse a la danza de los zombis, antes de que se rompa el hechizo, lo atrapan y lo decapitan.

## Presentaciones en vivo
«Bones» fue agrega al repertorio de canciones del «Mercury World Tour» el 12 de marzo de 2022, día que fue interpretada por primera vez en el Staples Center de Los Ángeles, California.

## Uso en otros medios
La canción apareció en el primer tráiler de la tercera temporada de la serie de Amazon Prime, The Boys.

## Lista de sencillos
| Bones: Descarga digital |         |                 |          |  |
| N.º                     | Título  | Artista(s)      | Duración |  |
| 1.                      | «Bones» | Imagine Dragons | 2:45     |  |

## Créditos
Adaptado del sencillo «Bones» y del booklet de «Mercury – Acts 1 & 2».
Bones
- Interpretado por Imagine Dragons.
- Escrito por Dan Reynolds, Wayne Sermon, Ben McKee, Daniel Platzman, Robin Fredriksson, Mattias Larsson.
- Publicado por Imagine Dragons Publishing (BMI) / Universal/KIDinaKORNER, Wolf Cousins (STIM) / Warner Chappell Music SCAND (STIM).
- Producido por Mattman & Robin para Wolf Cousins Productions.
- Ingeniería Adicional por John Hanes.
- Mezclado por Serban Ghenea.
- Asistente de Mezcla: John Hanes.
- Mezclado en “MixStar Studios” (Virginia Beach, Virginia).
- Masterizado por Randy Merrill en “Sterling Sound” (Nueva York).

℗ 2022 KIDinaKORNER/Interscope Records
Imagine Dragons
- Dan Reynolds: Voz.
- Wayne Sermon: Guitarra.
- Ben McKee: Bajo.
- Daniel Platzman: Batería.

Músicos Adicionales
- Mattman & Robin: Voces de Fondo, Guitarra, Bajo, Batería, Percusión, Teclados, Órgano y Programación.

## Lista de popularidad
| Lista (2022)                                            | Máxima posición |
| ------------------------------------------------------- | --------------- |
| Bélgica (Flandes) (Ultratop 50)                         | 18              |
| Bélgica (Valonia) (Ultratop 50)                         | 40              |
| Canadá (Canadian Hot 100)                               | 53              |
| Canadá (CHR/Top 40 Airplay)                             | 49              |
| República Checa (Rádio Top 100)                         | 2               |
| República Checa (Singles Digitál Top 100)               | 6               |
| Francia (SNEP)                                          | 59              |
| Alemania (Offizielle Deutsche Charts)                   | 99              |
| Global 200 (Billboard)                                  | 45              |
| Hungría (Single Top 40)                                 | 14              |
| Hungría (Stream Top 40)                                 | 32              |
| Irlanda (IRMA)                                          | 93              |
| Italia (FIMI)                                           | 39              |
| Lituania (AGATA)                                        | 32              |
| Países Bajos (Dutch Top 40)                             | 14              |
| Países Bajos (Mega Single Top 100)                      | 45              |
| Nueva Zelanda Hot Singles (RMNZ)                        | 6               |
| Polonia (Polish Airplay Top 100)                        | 5               |
| Portugal (AFP)                                          | 112             |
| Rusia (Tophit)                                          | 2               |
| San Marino (Radio San Marino RTV)                       | 14              |
| Eslovaquia (Rádio Top 100)                              | 34              |
| Eslovaquia (Singles Digitál Top 100)                    | 13              |
| Suecia Heatseeker (Sverigetopplistan)                   | 4               |
| Suiza (Schweizer Hitparade)                             | 11              |
| Reino Unido (UK Singles Chart)                          | 84              |
| Ucrania (Tophit)                                        | 11              |
| Estados Unidos (Billboard Hot 100)                      | 47              |
| Estados Unidos (Billboard Hot Rock & Alternative Songs) | 7               |
| Estados Unidos (Mainstream Top 40)                      | 33              |
| Estados Unidos (Billboard Rock Airplay)                 | 24              |
| Vietnam (Vietnam Hot 100)                               | 36              |

| Lista (2022)           | Máxima posición |
| ---------------------- | --------------- |
| Rusia Airplay (TopHit) | 4               |

## Certificaciones
| País (Organismo certificador) | Certificaciones | Ventas certificadas | Ref.   |
| ----------------------------- | --------------- | ------------------- | ------ |
| Italia (FIMI)                 | Oro             | 50 000              | [ 44 ] |

## Historial de lanzamiento
| Región         | Fecha                 | Formato                    | Sello                           | Ref.   |
| -------------- | --------------------- | -------------------------- | ------------------------------- | ------ |
| Varios         | 11 de octubre de 2022 | Descarga digital Streaming | KIDinaKORNER Interscope Records | [ 45 ] |
| Estados Unidos | 5 de abril de 2022    | Alternative Radio          | Interscope Records              | [ 46 ] |
| Estados Unidos | 7 de junio de 2022    | Contemporary hit radio     | KIDinaKORNER Interscope Records | [ 47 ] |